# نادي أوراديا لكرة السلة
نادي أوراديا لكرة السلة (بالرومانية: CSM Oradea)‏ هو فريق كرة سلة روماني للمحترفين تأسس في سنة 2003 يقع مقره في أوراديا، رومانيا. ينافس في الدوري الروماني لكرة السلة ودوري أبطال أوروبا لكرة السلة.

## الإنجازات
- الدوري الروماني لكرة السلة

البطولة (1): 2015–16
الوصافة (1): 2013–14

## أبرز اللاعبين
من أبرز اللاعبين الذين لعبوا معه:
- دانيال ديلون
- ميها زوبان

## وصلات خارجية
- الموقع الرسمي